# 市井舞
市井 舞（いちい まい、1980年3月21日 - ）は、日本の元女子プロレスラー、元総合格闘家。埼玉県上尾市出身。

## 所属
- 我闘姑娘（2004年 - 2006年）
- 伊藤薫プロレス教室（伊藤道場）（2006年 - 2008年）
- Team-my（2008年）
- アイスリボン（預かり扱い、2009年8月21日 - 2010年12月29日）
- フリー（2011年）

## 来歴
2004年 - 2008年
2004年4月10日、NEO女子プロレス・北沢タウンホール大会において、対さくらえみ戦でデビュー。2005年に春日萌花と『舞組』なるユニットを結成し世界征服を目指す。ユニットはその後早乙女未来も加わり3人となった。2006年4月22日に市井がサイン会をドタキャンする事件が発生。これをきっかけに1週間後に『舞組』の活動停止が発表され、のちに市井の移籍および早乙女の引退とともに舞組は事実上の解散となった。4月から6月まで格闘美の「LEAGUE PRINCESS」に参戦、2勝3敗の成績でAブロック3位となった。
我闘姑娘を率いるさくらえみとの不仲が伝えられ、2006年7月30日の新木場1stRING大会を最後に遂に我闘姑娘を退団、伊藤薫プロレス教室（伊藤道場）に移籍。「追い出されるようにして我闘姑娘を出たが伊藤さんに拾ってもらった」とは本人の談。9月23日に移籍第1戦を行った。2008年2月にはさくらえみが主催するアイスリボンに参戦したが、引退した石井美紀との同期という間柄からである。常々、伊藤道場を世界一にすると公言していたが、2008年9月4日、伊藤道場リレーブログなどで伊藤道場退団が伝えられた。
格闘技志向が強く、2006年11月29日のスマックガール後楽園ホール大会で総合格闘技に初挑戦するも、2年半ぶりの試合となった藤野恵実に判定負け。2008年1月19日、新宿FACEで行われた初代UKF女子総合格闘技インターコンチネンタル王者決定戦では関友紀子（日本）を破り、初代王者になる。同年3月9日、かきだみし8（沖縄、club ECHO）でさくら子（真樹ジムオキナワ）と対戦、善戦するも判定にて敗れる。5月19日、DEEP 35 IMPACTに参戦し、DEEP女子フライ級王者しなしさとこに2-0の判定で勝利。試合決定の発表が直前の5月9日で、しかも試合数日前に点滴を打つほどの体調不良に陥ったにもかかわらず、大金星を挙げた。
2009年
8月21日、アイスリボンに預かり扱いで入団。
8月23日、アイスリボン後楽園大会より、伊藤道場退団以降中断していたプロレス活動を再開。
2010年
3月19日、JEWELS 7th RINGで長野美香と対戦し、0-3の判定負けを喫した。
5月23日、JEWELS 8th RINGのメインイベントで石岡沙織と対戦し、腕ひしぎ十字固めで一本負けを喫した。
7月31日、JEWELS 9th RINGのJEWELS初代ライト級女王決定トーナメント1回戦でハム・ソヒと対戦し、0-3の判定負けを喫した。
8月29日、Girls S-cup 2010のリザーブマッチで山田純琴と対戦し、2-0の判定勝ちを収めた。
9月23日、アイスリボン後楽園大会でGENTAROと組み、都宮ちい・木高イサミの持つインターナショナル・リボンタッグ王座に挑戦し、勝利。王座を獲得するが、2日後の9月25日、アイスリボン道場大会でさくらえみ・高橋奈苗組との初防衛戦に敗れ王座から陥落した。
10月10日、JEWELS 10th RINGのROUGH STONE GP 2010 -52kg級 準決勝で吉田実代と対戦し、3-0の判定勝ち。JEWELS4戦目での初勝利となった。
12月17日、JEWELS 11th RINGのROUGH STONE GP 2010 -52kg級 決勝で北村ヒロコと対戦し、0-3の判定負けを喫した。
12月29日の道場大会を最後にアイスリボンを退団し、フリーとなる。市井本人は「クビ」と発言したが、さくらえみはTwitter上でこれについて否定している。
2011年
4月15日の「Beginning」新宿FACE大会華名戦を最後に引退。同時に結婚を発表。
7月9日、自身のブログで、Kix2-1ユニットプロデュース公演 vol.2(チャリティ公演) 『さらば、青春の光と影』に出演することが公表された。
2013年
プロレス系アイドルユニット「無敵アイドル!ムテキど～る☆」をプロデュース。
2014年
各女子プロレス興行の第0試合でムテキど～るのエキシビション。8月17日には古巣アイスリボンの「Teens&Jr.夏祭り」でも実施。同時に離婚。

## 得意技
- 彗星キック

ムーンサルトプレスのように相手に背を向けてコーナーに立ち、振り向きつつダイブして相手に延髄斬り。
- 二段蹴り
- 三角跳びプランチャ

## 入場テーマ曲
- FLY HIGH（THE MAD CAPSULE MARKETS）

## 戦績

### 総合格闘技
| 総合格闘技 戦績 | 総合格闘技 戦績 | 総合格闘技 戦績 | 総合格闘技 戦績 | 総合格闘技 戦績 | 総合格闘技 戦績 | 総合格闘技 戦績 |
| --------------- | --------------- | --------------- | --------------- | --------------- | --------------- | --------------- |
| 9 試合          | (T)KO           | 一本            | 判定            | その他          | 引き分け        | 無効試合        |
| 4 勝            | 1               | 1               | 2               | 0               | 0               | 0               |
| 5 敗            | 0               | 1               | 4               | 0               | 0               | 0               |

| 勝敗 | 対戦相手     | 試合結果                           | 大会名                                                                                        | 開催年月日     |
| ×    | 北村ヒロコ   | 5分2R終了 判定0-3                  | JEWELS 11th RING 【ROUGH STONE GP 2010 -52kg級 決勝】                                         | 2010年12月17日 |
| ○    | 吉田実代     | 5分2R終了 判定3-0                  | JEWELS 10th RING 【ROUGH STONE GP 2010 -52kg級 準決勝】                                       | 2010年10月10日 |
| ×    | ハム・ソヒ   | 5分2R終了 判定0-3                  | JEWELS 9th RING 【JEWELS初代ライト級女王決定トーナメント 1回戦】                              | 2010年7月31日  |
| ×    | 石岡沙織     | 2R 2:41 腕ひしぎ十字固め           | JEWELS 8th RING                                                                               | 2010年5月23日  |
| ×    | 長野美香     | 5分2R終了 判定0-3                  | JEWELS 7th RING                                                                               | 2010年3月19日  |
| ○    | 渡辺愛望     | 1R 0:25 フロントチョークスリーパー | 激闘! 平成の四角いジャングル 【UKF女子総合格闘技インターコンチネンタルタイトルマッチ】        | 2008年11月2日  |
| ○    | しなしさとこ | 5分2R終了 判定2-0                  | DEEP 35 IMPACT                                                                                | 2008年5月19日  |
| ○    | 関友紀子     | 2R 3:14 TKO（レフェリーストップ）  | 四角い戦場 〜強兵（つわもの）達の主張〜 【UKF女子総合格闘技インターコンチネンタル王座決定戦】 | 2008年1月19日  |
| ×    | 藤野恵実     | 5分2R終了 判定0-3                  | SMACKGIRL 2006 〜極女伝説〜                                                                   | 2006年11月29日 |

### キックボクシング
| 勝敗 | 対戦相手 | 試合結果                | 大会名                                                                             | 開催年月日     |
| ○    | 山田純琴 | 3R終了 判定2-0          | SHOOT BOXING WORLD TOURNAMENT Girls S-cup 2010 【Girls S-cup 2010 リザーブマッチ】 | 2010年8月29日  |
| ○    | トモコSP | 3分3R終了 判定3-0       | M-1フレッシュマンズ                                                                | 2009年3月1日   |
| △    | ☆MIKA☆   | 2分3R終了 判定0-1       | マーシャルアーツ日本キックボクシング連盟 「BREAK THROUGH-8 〜突破口〜」            | 2008年12月21日 |
| ×    | 風香     | 2分3R+延長R終了 判定0-3 | SHOOT BOXING WORLD TOURNAMENT S-cup 2008                                           | 2008年11月24日 |
| ×    | さくら子 | 2分3R終了 判定0-2       | かきだみし8 〜琉球ムエタイ王国、発進!〜                                            | 2007年3月9日   |

## 獲得タイトル
- 初代UKF女子総合格闘技インターコンチネンタル王座
- 第12代インターナショナルリボンタッグ王座
- 第223代アイアンマンヘビーメタル級王座